# That's So Raven: Psychic on the Scene
That's So Raven: Psychic on the Scene (Tiếng Việt: Raven là thế đấy: Linh cảm lên Màn ảnh) là một trò chơi video dựa trên bộ phim truyền hình thiếu nhi That's So Raven. Trò chơi này được phát hành vào tháng 11 năm 2006 bởi hãng Handheld Games và Buena Vista Games và được áp dụng riêng cho các máy Nintendo DS.
Trong trò chơi này, nhân vật chính Raven Baxter đi đến nhiều nơi từ nhà hát, trường học, khu mua sắm,...để có thể tìm được những đồ vật theo yêu cầu và trò chuyện cùng các nhân vật khác của trò chơi.

## Nội dung
Người chơi - nhân vật Raven Baxter - phải đi đến nhiều nơi trong trò chơi để trò chuyện với nhân vật khác và thu thập các đồ vật cần thiết. Ngoài ra, ở một số địa điểm, nhân vật phải cải trang thành người khác để tránh xa những rắc rối gần kề (giống trong bộ phim gốc) và tìm được đồ vật yêu cầu. Trong trò chơi còn thêm một khu vực thời trang, tại đây ta có thể thay trang phục của Raven với nhiều kiểu đồ khác nhau. Đồng thời, xen kẽ trò chơi là những trò chơi nho nhỏ giúp người chơi thư giãn.

## Đánh giá chuyên môn
Lucas M. Thomas của IGN có lời nhận xét, "Rất nhiều trò chơi khác cũng thuộc thể loại này, nhưng đây thì không giống vậy và người hâm mộ [chương trình] sẽ rất thích trò chơi này." Common Sense Media nhận xét rằng "Trò chơi được thiết kế khá đẹp, có tính giải trí cao nhưng có lẽ quá dễ dàng với một số bạn trẻ." Matt Paddock của Game cho rằng trong phần trò chuyện với các nhân vật khác, một vài người đã văng tục, dùng vài từ ngữ không tốt và khiến cuộc nói chuyện trở thành một cuộc cãi vã.